# Éditions Olivétan
Pour les articles homonymes, voir Olivétan.
Les Éditions Olivétan est une maison d'édition française protestante. Elle est installée à Lyon.

## Histoire
La maison d'édition est issue de l'association Réveil Publications, qui publie depuis 1970 Réveil, le journal protestant de la région Rhône-Alpes-Auvergne. En 1991, elle déménage de Valence (Drôme), à Lyon, sur la colline de La Croix-Rousse. À partir de 1995, elle publie deux recueils de chants, « Arc-en-ciel » et « Le Psautier français », diffusés dans toute l'espace protestant francophone. D'autres livres suivent, des catéchismes, des livres historiques, des ouvrages pour la Société des Écoles du dimanche. En 2002, paraît le livre de chants œcuménique « Ensemble », pour le Conseil d'Églises chrétiennes en France. 
En 2003, elle devient la maison d'édition officielle à l'Église réformée de France et de l'Église évangélique luthérienne de l'inspection de Montbéliard. Elle adopte alors le nom des Éditions Olivétan, en hommage à Pierre Robert Olivétan, premier traducteur de la Bible en français à partir des textes originaux, en 1535,.
En 2005 est publié « Alléluia » un nouveau recueil de chants, cantiques, psautier, dans la lignée d'« Arc-en-ciel ». Lors de l'union des églises réformées et luthériennes de France en 2013, elle devient naturellement la maison d'édition officielle de l'Église protestante unie de France.

## Auteurs publiés
- Jean Ansaldi
- Élian Cuvillier
- Isabelle Grellier
- Marc Lienhard
- Henri Lindegaard
- Christian Maillebouis

- Raphaël Picon
- Laurent Schlumberger
- Roland Nadaus